# 陈氏家庙
陈氏家庙，位于中华人民共和国广东省揭阳市榕城榕东旧寨，为揭阳市的一个市、县级文物保护单位，类型为古建筑，公布时间为2002年7月。
陈氏家庙的历史年代为清代雍正年间。